# Тркање
У спорту тркање је такмичење у брзини где такмичари треба да испуне одрђени задатак за што краће време. Углавном се односи на прелазак одређене дистанце али може бити и што брже обављање одређеног задатка да би се испунио одређени (квалификациони) циљ.